# Metridiochoerus
Metridiochoerus foi um gênero de porco selvagem extinto que viveu entre o Plioceno e Pleistoceno na África. Deste, havia quatro espécies: andrewsi, hopwoodi, compactus e modestus. 

## Descrição
O Metridiochoerus era um animal grande, de 1,5 metros de comprimento, assemelhando-se a um grande javali. Tinha dois pares de grandes presas que eram apontadas para os lados e curvado para cima. Com base no padrão complicado dos molares da criatura, é considerado como tendo sido um onívoro.